# Kánya-patak
A Kánya-patak (másik nevén Vér-patak) a Bükk-vidék területén ered, Szomolyától északi irányban, Noszvaj Várkút elnevezésű részén. A patak Borsodivánkától északra torkollik bele az Eger-patakba (itt Rima-patak). A Nagytályánál kezdődő Eger-csatorna Egerlövő és Borsodivánka közt a Eger-patakba torkollik.

## Lefolyása

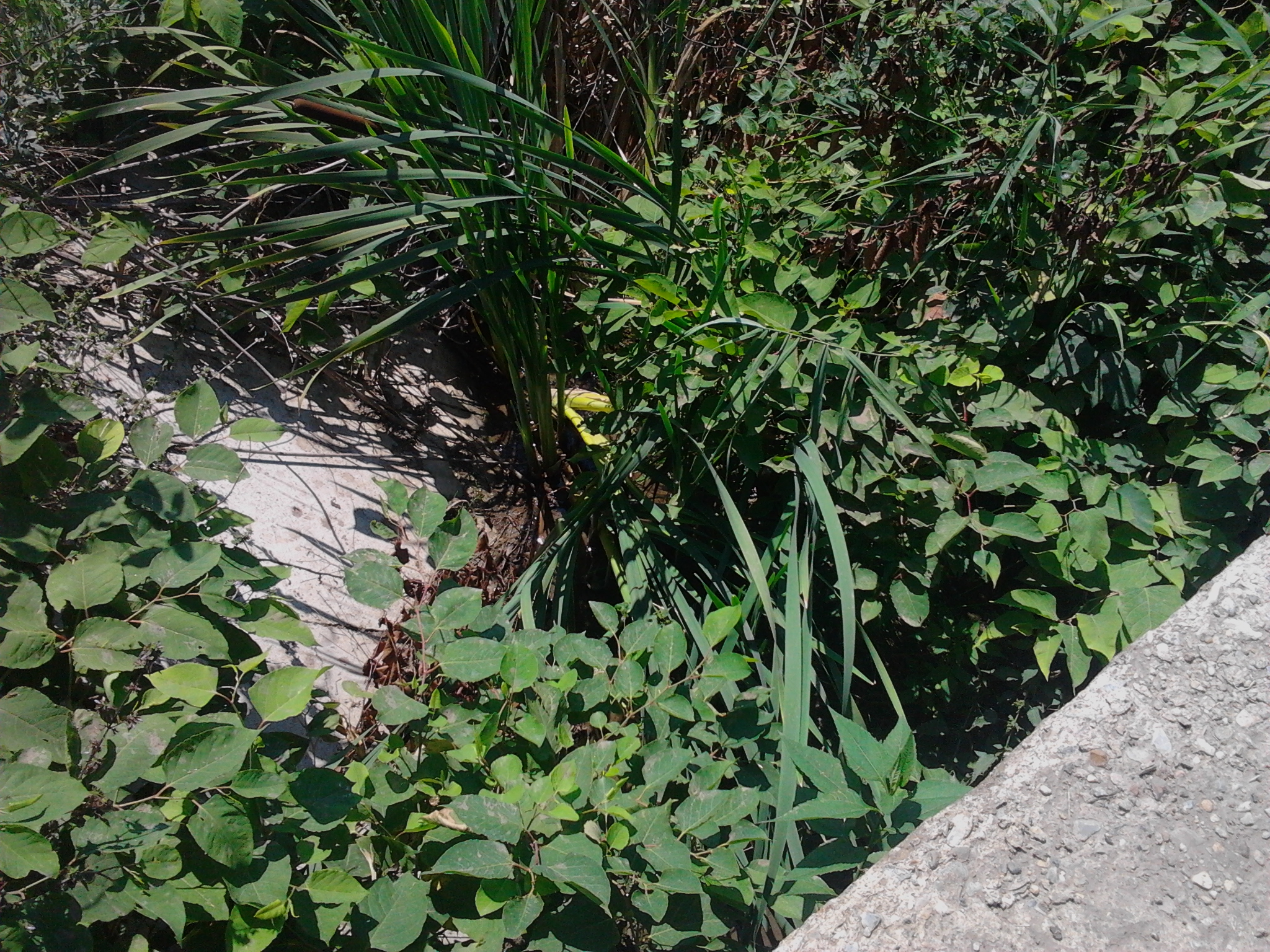
A Kánya-patak

A Kánya-patak a Bükk-vidék területén ered, majd innen délnek veszi útját és átvágva az Egri-Bükkalja dimbes-dombos vidékén az Alföld északi peremvidékén. Szomolya a patak két partján fekszik és Mezőkövesden belül is a város belterületén halad keresztül a patak.
A patak érinti a Bükki Nemzeti Park területét, illetve Szomolya településnél a kaptárkövek védett értékeinek közelében folyik.
A Kánya-patak vízgyűjtő területe teljes egészében Borsod-Abaúj-Zemplén vármegye területén található. A patak az Eger-patak vízgyűjtő területén található és az Eger–Laskó–Csincse-vízrendszer részét képezi. Mezőkövesd alatt torkollik bele a Hór-patak. A Mezőkövesdtől délkeletre eredő Kövesdi-ér (hossza 7,5 km) Egerlövőtől északkeletre torkollik bele.

### Vízrajzi adatai
A patak teljes hossza 35 km. Vízgyűjtő területe 262,8 km2 (más adatok szerint 285 km2). Sokévi közepes vízhozama (1971-2000) Noszvajnál 0,05 m3/s, Mezőkövesdnél (vízgyűjtője idáig 48 km2) 0,114 m3/s (a legkisebb 0, a legnagyobb 20 m3/s), a torkolatnál jelenleg 0,192 m3/s (a legkisebb 0,015 m3/s, a legnagyobb 20 m3/s), a Hórvölgyi-víztároló megépítéséig átlagosan 0,42 m3/s (a legkisebb 0,015 a legnagyobb 48 m3/s) volt a vízhozama.

## Állatvilága
A patak halfaunáját a következő halak alkotják: amurgéb (Perccottus glenii), balin (Aspius aspius), bodorka (Rutilus rutilus), compó (Tinca tinca), csuka (Esox lucius), dévérkeszeg (Abramis brama), domolykó (Leuciscus cephalus),  ezüstkárász (Carassius gibelio), fekete törpeharcsa (Ameiurus melas), halványfoltú küllő (Gobio albipinnatus), jászkeszeg (Leuciscus idus), karikakeszeg (Abramis bjoerkna), kövi csík (Barbatula barbatula), küsz (Alburnus alburnus), ponty (Cyprinus carpio), razbóra (Pseudorasbora parva), sügér (Perca fluviatilis), széles durbincs (Gymnocephalus baloni), tiszai küllő (Gobio carpathicus), vágó csík (Cobitis elongatoides), vágó durbincs (Gymnocephalus cernua), vörösszárnyú keszeg (Scardinius erythrophthalmus).

## Védett területek a patak mentén
- Szomolya, kaptárkövek
- Bükki Nemzeti Park
- Borsodi Mezőség Tájvédelmi Körzet

## Partmenti települések
A patak partjai mentén fekvő településeken összesen több, mint 21 200 fő él.
- Noszvaj
- Szomolya
- Mezőkövesd
- Egerlövő
- Borsodivánka